# Eupithecia argica
Eupithecia argica là một loài bướm đêm trong họ Geometridae.